# Gynoplistia (Gynoplistia) perjucunda
Gynoplistia (Gynoplistia) perjucunda is een tweevleugelige uit de familie steltmuggen (Limoniidae). De soort komt voor in het Australaziatisch gebied.